# LGBT práva v Arménii

Duhová mapa Arménie

Práva leseb, gayů, bisexuálovů a translidí (LGBT) nejsou v Arménii oficiálně uznávaná, a to jak v právní, tak i sociální sféře.
Homosexualita je v Arménii legální od roku 2003. Nicméně navzdory dekriminalizaci se společenské vnímání leseb, gayů, bisexuálů a translidí moc nezměnilo. Mnoho LGBT Arménů ze strachu z vyloučení svojí sexuální orientaci nebo genderovou identitu před svými přáteli a rodinnými příslušníky raději tají. Nicméně díky sociálním sítím se podařilo alespoň částečně docílit vzájemné propojenosti příslušníků arménské LGBT komunity, ačkoliv obavy z prozrazení a touha žít svůj život v anonymitě kvůli tamní konzervativní kultuře přetrvávají.
Homosexualita je taubizovaná snad ve všech společenských sférách. V roce 2012 uvedlo 55 % Arménců, že by se přestalo stýkat se svým kamarádem, nebo příbuzným, kdyby zjistili, že je homosexuální. Jiná studie shledala, že 70 % vnímá LGBT osoby jako „divné“. Arménské zákony navíc nepřiznávají LGBT komunitě téměř žádnou právní ochranu jejích lidských práv, která jsou ustavičně porušována. Arménie se v průzkumu postavení LGBT práv ve 49 evropských zemích umístila spolu s Ruskem a sousedním Ázerbájdžánem, které zaujímají 48. a 49. pozici, na 47. místě, tedy mezi nejhorší zúčastněné. Mladší generace Arménů je stále velmi málo informovaná o LGBT tématech, čemuž přispívá i fakt, že většinou vyrůstají s rodiči, až do uzavření heterosexuálního manželství a založení rodiny, což je v podstatě považováno za jediný správný cíl a vstup do dospělého života.  
Mnoho LGBT lidí se odmítá ze strachu z násilí ze strany spolupracovníků a rodinných příslušníků obracet na arménské soudy a úřady v případě porušování lidských práv.
V roce 2011 dokonce přistoupila k Deklaraci OSN o ochraně LGBT práv, která odsuzuje násilí a diskriminaci LGBT minority.

## Zákony týkající se stejnopohlavní sexuální aktivity
V letech 1920–1991 byla Arménie součástí bývalého SSSR. Do r. 2003 arménské právo pokračovalo v sekci 121 Trestního zákoníku SSSR, který trestal anální styk mezi muži. Lesbické ženy a sex bez penetrace mezi dospělými gayi nebyly v tomto zákoníku přímo zmíněny jako trestný čin. Specifický paragraf vztahující se na takové trestné činy byl 116, vzniklý r. 1936 s max. trestem 5 let vězení.
Zrušení antigay legislativy spolu s trestem smrti bylo jednou z podmínek ke zpětnému přijetí Arménie do Rady Evropy r. 2001. V prosinci 2002 přijal arménský parlament nový trestní zákoník bez antigay ustanovení. 1. srpna 2003 jej podepsal arménský prezident Robert Kočarjan, čímž vlastně skončila dekáda represí a policejních perzekucí gay mužů v jihokavkazské republice.
Je známo 7 trestních řízení na základě antigay zákonů v r. 1996, 4 v r. 1997 dle zprávy Amnesty International a 4 v r. 1999 (podle Výboru Rady Evropy pro lidská práva).
V r. 2001 místní lidsko-právní oddělení Helsinského výboru zveřejnilo na svých stránkách příběh 20letého Hovika Minnasjana. V r. 1999 byl tento muž odsouzen ke třem měsícům odnětí svobody za sexuální styk s mužem. Jednalo se o posledního odsouzeného podle sovětského článku 116. Dle svědectví čelil ve vězení násilí ze strany dozorců a obecně špatnému zacházení. Kromě toho se také zmínil o korupci, která není v Arménii ničím ojedinělým, a díky níž získal mírnější trest, když nabídl soudci úplatek ve výši 1000 USD. Zveřejnění jeho případu bylo vlastně prvním coming outem v Arménii.
Legální věk způsobilosti k pohlavnímu styku je 16 let bez ohledu na pohlavní zúčastněných.

## Uznávání stejnopohlavního manželství
Stejnopohlavní manželství, ani registrované partnerství nejsou v Arménii legální a arménská ústava dokonce definuje manželství výhradně jako svazek muže a ženy.
3. července 2017 rozhodlo arménské ministerstvo spravedlnosti, že všechna manželství uzavřená v zahraničí musí být v Arménii uznávána, a to včetně těch stejnopohlavních. Díky tomu se Arménie stala po Estonsku druhou postsovětskou zemí, která uznala zahraniční homosexuální sňatky.
V roce 2017 řekl otec Vazken Movsesian z Arménské apoštolské církve, vysoce postavený klerikál, že osobně podporuje stejnopohlavní manželství, čímž se stal jedním z nejprominentnějších zastánců rovnosti manželství v Arménii. V rozhovoru pro Equality Armenia řekl Movsesian, že perzekuce LGBT lidí je stejnou ohavností, jako Turecká genocida Arménů. „Byli jsme perzekvováni, protože jsme nebyli pro svou jinakost akceptováni. Jak bych jako arménský křesťan mohl zavírat své oči před tím, co se děje ve světě? Není to jenom o Arménii, nýbrž i o celosvětové netoleranci,“ dodal Movsesian. Other supporters include organisation Equality Armenia, whose goal is "achieving marriage equality in Armenia".
V listopadu 2018 odmítla arménská vláda návrh poslance Tigrana Urikhanyana obsahující přísnější zákaz stejnopohlavního manželství.

## První LGBT organizace
Počínaje zrušením tohoto zákonů se tu objevují sporadické známky o činnosti organizací na ochranu LGBT práv. V říjnu 2003 se v Jerevanu shromáždila skupina 15 LGBT lidí a založilo organizaci s názvem GLAG (Gay a lesbická skupina).[zdroj?] Ale po několika setkáních účastníci ze svého cíle ustoupili.[zdroj?]
Po jejím zániku r. 2004 vznesl Armen Avetisjan, zakladatel AAU (pravicově extremistické skupiny), oznámení, že někteří arménští vyšší úředníci byli homosexuální, načež se mezi poslanci rozvířily bouřlivé debaty, které byly přímo vysílány i v televizi. Nakonec parlament shledal, že pokud se mezi jeho členy nachází homosexuál, měl by okamžitě rezignovat, a na tento názor přistoupil také prezidentův poradce pro národní bezpečnost Garnik Isaguljan.
V r. 2007 spustila organizace Pink Armenia program prevence HIV/AIDS a dalších sexuálně přenosných nemocí a také otevřený boj proti diskriminaci na základě sexuální orientace.
V květnu 2012 došlo ke dvěma žhářským útokům (pravděpodobně ze strany neonacistů) na hospodu vlastněnou lesbickými majitelkami v arménském hlavním městě Jerevanu hned krátce po jejím otevření. Místní noviny píší, že při druhém útoku 15. května se jednalo o skupinu mladých mužů, kteří přijeli před hospodu DIY Rock kolem šesté hodiny odpoledne, kde poškodili plakát na zdi hospody s názvem „Ne fašismu“ a zároveň zničili interiér hákovými kříži. Tomu předcházel první útok dne 8. května, kdy byla do okna hospody hozená zápalná lahev.

## Adopce
Dodnes Arménie neumožňuje stejnopohlavním párům osvojovat si děti a ani nejsou žádné náznaky toho, že by se Arménie k takovému kroku chystala.[zdroj?]

## Antidiskriminační zákony
Ačkoli Arménie byla prvním národem v této oblasti, který podepsal Deklaraci Spojených národů ohledně sexuální orientace a genderové identity v prosinci 2008, tak dodnes[zdroj?] nebyla přijatá žádná legislativa chránící LGBT lidi před diskriminací.

## Služba v armádě
S odvoláním se na zprávu Helsinského výboru na ochranu lidských práv r. 2004 neexistuje žádný oficiální zákon, který by zakazoval homosexuálním mužům působit v řadách armády. V praxi jsou však často označováni jako mentálně a duševní choří a posíláni k psychatrickému vyšetření.

## Životní podmínky

### Násilí a homofobie
V závěru roku 2004 vydal Armen Avetisyan, zakladatel krajně pravicové skupiny AAU (Armenian Aryan Union), prohlášení, v němž uváděl, že někteří arménští vrcholoví politici jsou homosexuálové, což odstartovalo sérii vášnivých politických debat ve arménských veřejnoprávních médiích. Parlament se nakonec shodl na tom, že jakýkoliv jeho člen, u nějž by se zjistila jiná sexuální orientace, by měl rezignovat, s čímž souhlasil i prezidentský poradce pro národní bezpečnost Garnik Isagulyan.
V květnu 2012 došlo v arménském hlavním městě Jerevanu k dvěma žhářským útokům na lesbami vlastněnou restauraci. Pachatelem měla být skupina mladých mužů hlásících se k neonacismu. Podle informací Armenian News došlo ten samý měsíc také ke zničení plakátů s nápisem „Ne fašismu“ v gay rockovém baru DIY a jejich nahrazení nacistickou svastikou. K tomu došlo ihned po prvním ataku 8. května, kdy byla do okna baru vhozená zápalná lahev.
V srpnu 2018 bylo přímo ve svých obydlích ve městě lynčováno 9 LGBT aktivistů, z nichž dva skončili v nemocnici se závažným poraněním. Útok se stal předmětem velké mediální pozornosti a odsouzení jak ze strany lidskoprávních organizací, tak i americké ambasády. Útočníci byli později propuštěni z vyšetřovací vazby.

### Aktivismus

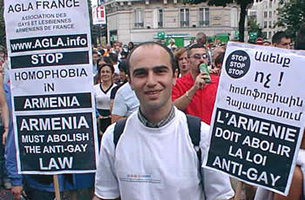
Francouzští Arméni demonstrující za zrušení anti-gay zákona v roce 2002.

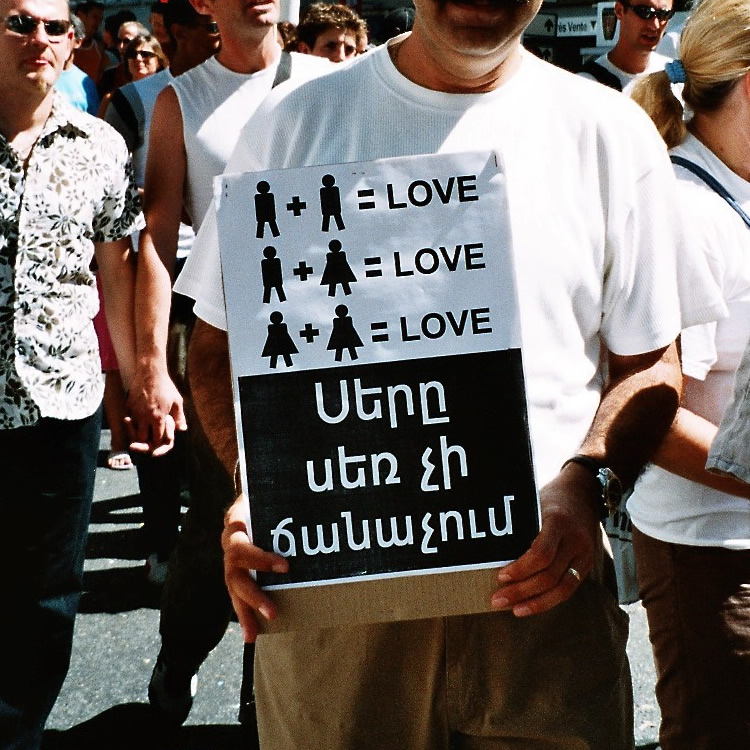
Arméni manifestující v roce 2002, na Marseille Pride, se sloganem „Love has no sex“.

Po zrušení anti-gay legislativy začala v Arménii vznikat první hnutí za LGBT práva. V říjnu 2003 se skupina 15 LGBT lidí pokusila založit v Jerevanu organizaci GLAG (Gay and Lesbian Group). Po několika setkáních od svého záměru upustila.
V r. 1998 byla založena Armenian Gay and Lesbian Associaton of New York s cílem podpory práv LGBT Arménů žijících mimo Arménii (LGBT disaporan Armenians). Podobná skupina vznikla také ve Francii.
V r. 2007 se nevládní organizace Pink Armenia rozhodla do své činnosti zahrnout spolu s prevencí HIV/AIDS a dalších pohlavně přenosných chorob začlenit i boj s diskriminací jiných sexuálních orientací. Pink se kromě průzkumů statutu LGBT v Arménii zaměřuje i na spolupráci s jinými nevládními organizacemi, které taktéž bojují s homofobií.
Mezi další LGBT skupiny patří Gay and Lesbian Armenian Society (GALAS), Armenia Rainbow Initiative a Equality Armenia, založené v Los Angeles, USA.

### Svoboda projevu a shromažďování
V r. 2013 navrhla arménská policie zákon zakazující „netradiční sexuální vztahy“ a podporu LGBT „propagandy“ mezi dětmi a mládeží po ruském vzoru. Ashot Aharonian, policejní mluvčí, řekl, že cílem návrhu je adekvátní reakce na veřejné obavy z šíření homosexuality. Podle nevládních organizací, včetně Pink Armenia, se však jednalo o pokus odvést pozornost od jiných problémů. Návrh byl nakonec zamítnut.
V listopadu 2018 se LGBT křesťanská skupina rozhodla zrušit svojí účast na několika fórech a dalších veřejných událostech kvůli výhrůžkám ze strany politických a náboženských představitelů a nedostatečné podpory ze strany policie.

### Kauza Magazín Iravunk
17. května 2014 publikoval Magazín Iravunk článek se seznam facebookových účtů lidí z arménské LGBT komunity, které označil jako zombie, a které obvinil z podpory zájmů mezinárodní homosexuální lobby. Magazín byl pak následně žalován u několika arménských odvolacích soudů, které deklarovaly, že svým článkem nikoho nedehonestoval, a které uložily žalobcům povinnost uhradit žalovaným, tedy Magazínu Iravnku a jeho editorovi Hovhannesovi Galajyanovi, soudní náklady ve výši 50 tisíc arménských dramů. Zahraničními pozorovateli byl tento krok vnímán jako arménský distanc od hodnot Evropské unie a snaha o připojení k Euroasijské ekonomické unii, jíž dominuje převážně homofobní Rusko.

## Reporty o stavu lidských práv

### Reporty Ministerstva zahraničí USA o stavu lidských práv z r. 2017
V r. 2017 došlo Ministerstvo zahraničí USA při své analýze stavu LGBT práv v Arménii k následujícím závěrům:
- „Mezi nejsledovanější oblasti ochrany lidských práv byly zahrnuty: mučení, šikana špatné životní podmínky ve věznicích, svévolné omezování osobní svobody, vykonstruovaná trestní řízení, porušování principů nezávislosti justice, nespravedlivé soudní procesy, násilí na novinářích, omezování mediální svobody, zneužívání vládní moci k umlčování politických oponentů, policejní násilí při rozhánění demonstrací a porušování práva na svobodné shromažďování a sdružování, porušování politických práv, korupce, nedostatečná ochrana práv leseb, gayů, bisexuálů, translidí a intersexuálů (LGBTI) před násilím; a špatné podmínky v dětských domovech a liknavý přístup arménské vlády k této problematice.“

## Souhrnný přehled
| Legální stejnopohlavní styk                                                            | (2003) |
| Stejný legální věk způsobilosti k pohlavnímu styku pro obě orientace                   | (2003) |
| Antidiskriminační zákony v zaměstnání                                                  | No     |
| Antidiskriminační zákony v přístupu ke zboží a službám                                 | No     |
| Antidiskriminační zákony v ostatních oblastech (homofobní urážky, zločiny z nenávisti) | No     |
| Stejnopohlavní manželství                                                              | No     |
| Jiná forma stejnopohlavního soužití                                                    | No     |
| Adopce dítěte partnera                                                                 | No     |
| Společná adopce dětí stejnopohlavními páry                                             | No     |
| Gayové a lesby smějí otevřeně sloužit v armádě                                         | /      |
| Možnost změny pohlaví                                                                  | No     |
| Přístup k umělému oplodnění pro lesbické ženy                                          | No     |
| Náhradní mateřství pro gay páry                                                        | No     |